# Свєшніков Євген Еллінович
Євген Еллінович Свєшніков (рос. Евгений Эллинович Свешников, латис. Jevgeņijs Svešņikovs; 11 лютого 1950, Челябінськ — 18 серпня 2021) — радянський, пізніше латвійський, нині російський шахіст, гросмейстер від 1977 року, тренер. Чемпіон Москви (1983).
Знаний теоретик: розробив і впровадив у практику низку варіантів сицилійського захисту (наприклад, челябінський варіант).

## Біографія
Інженер-механік за фахом.
Переможець Всесоюзних турнірів молодих майстрів (1973, 1976) і Всесоюзного турніру (1975), присвяченого 30-річчю перемоги радянського народу у Радянсько-Німецькій війні (1941—1945). На чемпіонаті Москви (1983) — 1-2-ге місце. Учасник 9 чемпіонатів СРСР; найкращі результати: 1976 — 8-10-те, 1978 — 5-8-ме місця. У складі різних збірних команд СРСР переможець молодіжного чемпіонату світу (1976) та чемпіонату Європи (1977). Найкращі результати в міжнародних турнірах: Пловдив (1973), Дечин (1974) і Сочі (1976) — 1-2-ге; Гавр (1977) і Марина-Ромео (1977) — 1-ше; Новий Сад (1979) — 2-3-ге; Сьєнфуегос (1979) — 1-ше; Смедеревська-Паланка (1980) — 4-те; Вейк-ан-Зеє (1981) — 3-4-те; Сараєво і Львів (1983) — 5-6-те; Ленінград (1984) — 3-тє; Копенгаген (1984) — 2-ге; Гастінгс (1984/1985) і Сочі (1985) — 1-ше; Москва (1985) — 4-те; Сочі (1987) — 4-7-ме місця.
У складі команди «Кадир» (Челябінськ) — чемпіон Росії серед клубів 1994 року та бронзовий призер Кубка європейських чемпіонів.
Обидві спроби вступити в боротьбу за звання чемпіона світу з шахів закінчилися провалом — на зональних турнірах 1978 року в Львові, і 1982 року в Єревані Свєшніков посів 14-те місце (відповідно серед 15-ти і 16-ти учасників).
Зробив внесок у теорію дебютів; розробив і впровадив у практику низку варіантів сицилійського захисту (наприклад, Челябінський варіант). Шахіст активного позиційного стилю.
Після розпаду СРСР понад двадцять років мешкав у Латвії. Мав чотирьох дітей.
Судився з Російською шаховою федерацією щодо права брати участь у її офіційних змаганнях. Суть позову Свєшнікова в тому, що він хоче виступати як за Латвію, так і за Росію. Наприклад, на шахових олімпіадах він грає за Латвію, але водночас хоче і брати участь у ветеранських чемпіонатах Росії. Тривалий процес вплинув на результати Свєшнікова. Так за підсумками чемпіонату Латвії з шахів 2012 року він не потрапив до складу олімпійської збірної країни, а на чемпіонаті Латвії з шахів 2013 року посів лише 6 місце.

## Книги
- Сицилианская защита. Система 5. … е7-е5. М., ФиС, 1988.
- Выигрывайте против французской защиты. Русский шахматный дом, 2005. ISBN 5-94693-035-4
- Сицилианская для любителей. Том 1. Русский шахматный дом, 2006. ISBN 5-94693-051-6
- Сицилианская для любителей. Том 2. Русский шахматный дом, 2007. ISBN 5-94693-160-1
- Сицилианская защита. Вариант Мак-Доннеля 2.f4. Издатель 'Андрей Ельков', 2013. ISBN 5-90625-405-6
- Сицилианская защита. Пикник на обочине. Издатель 'Андрей Ельков', 2015. ISBN 5-90625-414-5

## Зміни рейтингу
| На цьому місці має відображатися графік чи діаграма, однак з технічних причин його відображення наразі вимкнено. Будь ласка, не видаляйте код, який викликає це повідомлення. Розробники вже працюють для того, щоби відновити штатне функціонування цього графіка або діаграми. | |
| | На цьому місці має відображатися графік чи діаграма, однак з технічних причин його відображення наразі вимкнено. Будь ласка, не видаляйте код, який викликає це повідомлення. Розробники вже працюють для того, щоби відновити штатне функціонування цього графіка або діаграми. |